# Enver Ljubović
Enver Ljubović (Obre kod Kaknja, Bosna i Hercegovina, 2. siječnja 1950.), hrvatski povjesničar i klasični filolog. Član je HAZUDD-a. 

## Životopis
Osnovnu i srednju školu pohađao je u rodnom mjestu. Diplomirao je na Filozofskom fakultetu u Zadru. Dugogodišnji je gimnazijski profesor povijesti i latinskog jezika, danas zaposlen u Srednjoj školi dr. Antuna Barca u Crikvenici, a predaje i u Srednjoj školi Pavla Rittera Vitezovića u Senju, gdje i stalno prebiva.
Dugi niz godina bavi se disciplinama kao što su heraldika, onomastika, toponomastika, epigrafika, genealogija i druge. Specijalizirao se osobito za heraldiku i rodoslovlja živućih i izumrlih plemićkih obitelji s područja Like i Hrvatskog primorja.
Objavio je više knjiga s tematikom heraldike, a napisao je i niz stručnih članaka u različitim časopisima i Hrvatskoj i inozemstvu. Stalni je suradnik Leksikografskog zavoda „Miroslav Krleža“ u Zagrebu. Za svoj rad dobio je Povelju Grada Senja za doprinos u prosvjeti, kulturi i znanosti.
Član je HAZUDD-a (HRVATSKE AKADEMIJE ZNANOSTI I UMJETNOSTI U DIJASPORI I DOMOVINI) u statusu redovitog hrvatskog akademika.

## Sudjelovanje na znanstvenim i stručnim skupovima
- Heraldika u djelima Pavla Rittera Vitezovića, Znanstveni skup u povodu 350-godišnjice rođenja Pavla Rittera Vitezovića, Zagreb (HAZU) 7. – 8. studenoga 2002.

- Heraldika u djelima Pavla Rittera Vitezovića, Znanstveni skup o životu i djelu Pavla Rittera Vitezovića,  Senj, 25. travnja 2003.

- Grbovi biskupa Ivana Krstitelja Ježića, Znanstveni skup: Značenje Senjskog sjemeništa u našoj Crkvi i narodu,  Senj,  21. travnja 2007.

- Ličko plemstvo i njegovo heraldičko znakovlje kao činjenice kulturnoga nasljeđa i identiteta, Znanstveni skup "Identitet Like: korijeni i razvitak", Gospić,  26. – 30. rujna 2007.

- Granice, stanovništvo i plemeniti rodovi Gacke župe, Znanstveni skup: Gacka u srednjem vijeku, Otočac,  5. – 6. ožujka 2010.).

- Senjska luka i Jozefinska cesta arterija tranzitne trgovine, Međunarodni znanstveni skup: Modruš i Ogulin na povijesnim putovima od Panonije do Jadrana,  Ogulin,  7. – 8. rujna 2011.

- Promjene u strukturi stanovništva Krbave nakon protjerivanja Osmanlija, Okrugli stol Krbava i Udbina: baština, istraživanje i perspektive,  Udbina,  15. rujna 2011.

## Djela
Objavljene knjige i monografije:
- Grbovi i natpisi na kamenim spomenicima grada Senja, Senjsko književno ognjište, biblioteka Usponi, Senj, 1997.

- Gradski i plemićki grbovi Senja, vlastita naklada, Senj, 1998.

- Svjedočanstva o rimskoj Seniji, Senjsko književno ognjište, biblioteka Usponi, Senj, 2001.

- Grbovi plemstva Gacke i Like, IK  "Adamić" Rijeka, Rijeka, 2001.

- Grbovi plemstva Like, Gacke i Krbave, Megrad d.o.o., Zagreb, 2003.

- Grbovnik Gacke, Krbave, Like, Senja i Vinodola, Senjsko književno ognjište i vlastita naklada, Senj, 2007.

- Gradovi i općine Republike Hrvatske (ur. Slavko Šisler), IK Mato Lovrak,  Zagreb, 2008.  (jedan od grupe autora o Zadarskoj i Ličko-senjskoj županiji).

- Mjestopis Krivoga Puta, Senjsko književno ognjište, biblioteka Koralj, Senj, 2009.

- Znameniti bunjevački i lički rod Rukavina, Senjsko književno ognjište, biblioteka Koralj, Senj, 2012.

- Krmpote i Klenovica od doseljavanja do današnjih dana, Naklada Kvarner, Rijeka, 2014.

- Korijeni hercegovačke begovske porodice Ljubović,  BZK „Preporod”-Gradsko društvoMostar, 2015.
- ZAGONJSKI KRAJ KROZ POVIJEST - od najstarijih vremena do danas, Narodna čitaonica i knjižnica Novi Vinodolski i Zavičajno društvo "Radinje" Gornji Zagon, Novi Vinodolski, 2017.
- Historijski i kulturološki identitet Cazina i Cazinske krajine od najstarijih vremena do 1918. godine, Grad Cazin i Centar za kulturu, Cazin, 2018.
- Grad Cazin i Cazinska krajina od završetka Prvog svjetskog rata 1918. do danas-Cazin i Cazinska krajina u 20. stoljeću i početkom 21. stoljeća,  JU „Kulturni centar Cazin“, Cazin, 2019.
- Utvrđeni srednjovjekovni gradovi i kule Cazina i Cazinske krajine, JU "Kulturni centar" Cazin, Cazin, 2021.
- Grad Senj i njegov značaj u povijesti i kulturi hrvatskog naroda, vlastita naklada, Senj, 2021.

## Znanstveni i stručni članci u časopisima
- Dva antička natpisa iz Senja, Časopis "Usponi", Senjsko književno ognjište, Senj, 1996., 189. – 194.

- Antiche epigrafi di Segna, Atti, Centro di Ricerche Storiche, Rovigno 1996. p.349. – 357.

- Senjska kapetanija od 1570. – 1746., Časopis "Usponi", Senjsko književno ognjište, Senj, 1997.,189. – 195.

- Nekoliko plemićkih grbova iz Gacke, Časopis " Grad Otočac 4., " Gacko pučko otvoreno učilište Otočac, 1998., str. 112. 123.

- Popisi vojnih posada tvrđavnih naselja Otočac, Brlog i Prozor, Časopis "Grad Otočac 5", Gacko pučko otvoreno učilište Otočac, Otočac,  1999., 65. – 75.

- Plemićka obitelj Daničić iz Senja, Ćasopis "Usponi", Senjsko književno ognjište, Senj, 1998.,195. – 198.

- Iscrizioni Romane di Segna e dintorni, Atti XXVIII./1998., Centro di Ricerche Storiche-Rovigno, p. 369. – 427.

- Plemstvo grada Senja, Časopis "Usponi"., Senjsko književno ognjište, Sen,j 1999., 126. – 134.

- Nekoliko dokumenata o trgovačkim i pomorskim vezama Senja i Fana, Senjski zbornik 28(2001), 51. – 64.

- Uskočko plemićka obitelj Hreljanović, Senjsko književno ognjište-Časopis "Usponi", Senj, 2002., 243. – 271.

- Plemićka obitelj Degoricija, Časopis Otočac 7. Otočac,  2002.,132. – 141.

- Senjske plemićke obitelji Rupčić-Rubčić i Vukasović, Senjsko književno ognjište, časopis Usponi, Senj, 2002.,145. 162.

- Senjski plemići i uskoci Hreljanovići i njihovi grbovi, Senjski zbornik, 30., Senj 2003., 149. – 176.

- Heraldičko znakovlje grba Gospićko-senjskog biskupa mons.  dr. Mile Bogovića i grba Gospićko-senjske biskupije, Prošlost obvezuje-povijesni korijeni Gospićko-senjske biskupije (Zbornik biskupa msgr. dr. sc.  Mile Bogovića ), Teologija u Rijeci i Riječki teološki časopis, Rijeka 2004.,  79. – 86.

- Heraldika u djelima Pavla Rittera Vitezovića (referat u prigodi obilježavanja 350. godišnjice rođenja P. R. Vitezovića-znanstveni skup u HAZU), Postignuća i trenuci broj 9. -Godišnjak Srednje škole dr. Antuna Barca u Crikvenici, Crikvenica, 2004.

- 39. Heraldika u djelima Pavla Rittera Vitezovića, Senjsko književno ognjište, Časopis «Usponi», 19., Senj, 2004., 166. – 171.

- Ličko časnička obitelj Mesić, Ličko-senjski kalendar 2005., Tempera, Gospić, 2005., 164. – 178.

- Gli stemmi delle famiglie nobili italiane di Buccari, Časopis Atti, Centro di ricerche storiche-Rovigno, Rovigno-Trieste, 2004., p. 585. – 606.

- Bunjevačka plemićka i časnička obitelj Rukavina, Senjski zbornik 31., Senjsko muzejsko drušzvo i Gradski muzej Senj, Senj, 2004., 58.

- Senjska uskočka i plemićka obitelj Rubčić-Rupčić,  Senjski zbornik, 32 (2005), 65. – 76.

- Brinjska i senjska plemenita obitelj Vučetić-Vuchetich, Senjski zbornik, 32 (2005.),  77. – 94.

- Gli stemmi dei vescovi di Segna e di Segna-Modruš Cardinalibus, Caballini e Piccardi, Centro di ricerche Storiche Rovigno, Atti, vol. XXXV, 2005., p. 487. – 498.

- Nekoliko plemićkih obitelji Vinodola i njihovi grbovi, Vinodolski zbornik, 11, 2006., Ustanova u kulturi “ Dr. Ivan Kostrenčić” Crikvenica, 158. – 176.

- Senjske plemićke i uskočke obitelji Posedarski i Perović, Časopis Usponi broj   21., Senjsko književno ognjište, Senj, 2006.,179. – 180.

- Poznate novljanske obitelji Ježić i Kabalin, Godišnjak Postignuća i trenuci broj 10., Srednja škola dr. Antuna Barca Crikvenica, 2005.,149. – 151.

- Vinodolske obitelji Lončarić i Tonković,  Godišnjak Postignuća i trenuci broj 11., Srednja škola dr. Antuna Barca Crikvenica, 2006., 94. – 95.

- Grb Bunjevaca Krmpoćana, Časopis Usponi broj 20., Senjsko književno ognjište, Senj, 2005., 194. – 196.

- Povijesni razvoj grba Grada Senja, Grb i zastava 3, god. II., svibanj 2008., Glasnik Hrvatskog grboslovnog i zastavaslovnog društva, Zagreb, 5. – 7.

- Heraldičko znakovlje biskupa Ivana Krstitelja Ježića (2007.):, Riječki teološki časopis 16., broj 2., Katolički bogoslovni fakultet Sveučilišta u Zagrebu, Teologija u Rijeci, Rijeka, 395. – 410.

- Plemićka obitelj Zdunić, Vinodolski zbornik 12./208., Ustanova u kulturi dr. Ivan Kostrenčić Crikvenica,153. – 158.

- Senjski uskoci i plemići Čolići i njihovi grbovi, Senjski zbornik 33./2006., Senjsko muzejsko društvo i Gradski muzej Senj, 79. – 90.

- Senjski uskoci i plemići Vukasovići i njihovi grbovi, Senjski zbornik 33./2006., Senjsko muzejsko društvo i Gradski muzej Senj,  63. – 78.

- Prezimena, osobna imena, obiteljski i osobni nadimci Krivopućana,  U:  Živjeti na Krivom Putu II (Etnološka monografija o Primorskim Bunjevcima), 2009: 91. – 108., Filozofski fakultet Zagreb-Odsjek za etnologiju i kulturnu antropologiju, FF- Press i Gradski muzej Senj.

- Ličko plemstvo i njegovo heraldičko znakovlje kao činjenice kulturnog identiteta,  Glasnik Hrvatskog plemićkog zbora, broj 6., travanj 2008., Zagreb, 24. – 34.

- Plemićka obitelj Miletić i njihovi grbovi, Senjski zbornik 35./2008., Senjsko muzejsko društvo i Gradski muzej Senj, Senj, 293. – 298.

- Senjska plemićka obitelj Blažiolović-Blasiolis i njihovi grbovi, Senjski zbornik 35./2008., Senjko književno ognjište, Senj, 299. – 306.

- Ličko plemstvo i njegovo heraldičko znakovlje kao činjenice kulturnog nasljeđa i identiteta, Zbornik Identitet Like: Korijeni i razvitak, knjiga II., Biblioteka Zbornici - knjiga 37, Institut društvenih znanosti "Ivo Pilar" Zagreb i Područni centar Gospić,  Zagreb- Gospić 2009.,549. – 602.

- Obitelj Kabalin, Hrvatski biografski leksikon, 6 (I-KAL),  Lesikografski zavod Miroslav Krleža, Zagreb, 2005., 675. – 676.

- Obitelj Karina, Hrvatski biografski leksikon, 7 (KAM-KO),   Leksikografski zavod Miroslav Krleža, Zagreb, 2009., 93. – 94.

- Grbovi plemićkih obitelji ogulinskog kraja, Modruški zbornik, Katedra Čakavskog sabora Modruše, 4-5.,  Ogulin, 2011., 83. – 111.

- Senjska uskočka i plemićka obitelj Domazetović i nihovi grbovi, Senjski zbornik, 36./2010. Senjsko muzejsko društvo i Gradski muzej Senj, 199. – 208.

- Senjska plemićka obitelj Desantić i njihovi grbovi, Senjski zbornik 36./2010,  Senjsko muzejsko društvo i Gradski muzej Senj, 209. – 220.

- Heraldika (prilog), Leksikon Podunavskih Hrvata-Bunjevaca i Šokaca, broj 9, H, Hrvatsko akademsko društvo, Subotica,  2009.,  27. – 29.

- Grb Bunjevaca Krmpoćana. U: Živjeti na Krivom Putu I.(etnološka monografija o Primorskim Bunjevcima), 2008: 45. – 47., Filozofski fakultet Zagreb-Odsjek za etnologiju i kulturnu antropologiju, FF-Press i Gradski muzej Senj.

- Tri kamena reljefna grba na tvrđavi Nehaj u Senju, Grb i zastava- Glasnik Hrvatskog grboslovnog i zastavoslovnog društva, broj 7, godina IV.,  Zagreb,  svibanj 2010., 14. – 16.

- Plemićka obitelj Devčić-Devchic, Senjski zbornik, 37, Gradski muzej Senj-Senjsko muzejsko društvo, Senj, 2010., 65. – 78.

- Senjska uskočka i plemićka obitelj Konjiković-Cognicovich, Senjski zbornik, 37, Gradski muzej Senj-Senjski muzejsko društvo, Senj, 2010., 79. – 86.

- Znamenita novljanska obitelj Mažuranić, Godišnjak Postignuća i trenuci, 16., Srednja škola dr. Antuna Barca Crikvenica, 2011., 103. – 108.

- Prilozi o gradovima i općinama Zadarske županije te Senju, Karlobagu, Novalji, Novom Vinodolskom, Crikvenici, Bakru, Krku, Omišlju, Puntu, Malinskoj-Dubašnici, Vrbniku, Baški, Dobrinju i Općini Vinodolskoj, U:  Gradovi i općine Republike Hrvatske (uredio Slavko Šisler), sv. 2.,  Nakladnik Mato Lovrak, Zagreb, 2008.

- Tri stemmi lapidei in bassorilievo nella fortezza Nehaj a Segna, ATTTI, Centro di Ricerche Storiche Rovigno, vol.  XLI, 2011., p. 581. – 592

- Grbovi senjskih Rittera Vitezovića u djelima Pavla Rittera Vitezovića, Senjski zbornik, 38., Gradski muzej Senj-Senjsko muzejsko društvo, Senj, 2011., 25. – 40.

- Senjska plemička obitelj Krajač-Krajatz-Krajatch, 38.,  Gradski muzej Senj-Senjsko muzejsko društvo, Senj, 2011., 41. – 52.

- Tri reljefna kamena grba s grla cisterni u Senju,  Časopis Grb i zastava-Glasnik HGZD, broj 11., godina VI., Zagreb, svibanj 2012., 5. – 6.

- Granice, stanovništvo i plemeniti rodovi Gacke župe, Gacka u srednjem vijeku (Zbornik radova), ur. Hrvoje Gračanin i Željko Holjevac, Institut društvenih znanosti dr. Ivo Pilar-Područni centar Gospić, Zagreb-Otočac, 2012., 120. – 136.

- Senjska luka i Jozefinska cesta, arterija tranzitne trgovine, Modruški zbornik, Katedra Čakavskog sabora Modruše, 6., 2012., 101. – 115.

- 56. Senjska plemićka i bunjevačka grana Miletića, Grb i zastava-Glasnik Hrvatskog grboslovnog i zastavoslovnog društva, broj 14., Godina VII., Zagreb, studeni, 2013., 9. – 11.

- Grbovnica ličke časničke obitelji Sertić, Grb i zastava, Glasnik Hrvatskog grboslovnog izastavoslovnog društva, broj 15, Godina VIII., Zagreb, svibanj 2014., str. 9. – 11. i 16.

- O migracijama Bunjevaca-Krmpoćana iz krmpotskog kraja,  Postignuća i trenuci, 19.,Srednja škola dr. Antuna Barca Crikvenica, Crikvenica, 2004., 118. – 121.

- Zdunići iz roda Bunjevaca Krmpoćana,  Lička revija,  13.,  Časopis ogranka Maticehrvatske, Gospić, 105. – 115.

## Vanjske poveznice
- Enver Ljubović – plodni autor Hrvatskog grboslovnog i zastavoslovnog društva
- Enver Ljubović – vrstan poznavatelj grbova i povijesti plemićkih obitelji Gacke, Krbave, Like, Senja i Vinodola